# استان چینچا
استان چینچا (به اسپانیایی: Provincia de Chincha) یک استان در پرو است که در منطقه ایکا واقع شده‌است. استان چینچا ۲٬۹۸۸٫۲۷ کیلومتر مربع مساحت و ۱۸۱٬۷۷۷ نفر جمعیت دارد.